# ميسيل إيبارا
ميسيل إيبارا (بالإنجليزية: Angel Ibarra)‏ هو مغني وعازف قيثارة أمريكي، ولد في 30 أبريل 1987.

## وصلات خارجية
- الموقع الرسمي
- ميسيل إيبارا على موقع ميوزك برينز (الإنجليزية)
- ميسيل إيبارا على موقع ديسكوغز (الإنجليزية)